# Lengua internacional
Una lengua internacional es una lengua utilizada como medio de comunicación entre locutores de diferentes países y/o de diferentes culturas.
Este medio de comunicación o vehículo de comunicación podría tratarse de una lengua oficial que cumple este rol de facilitar la comunicación entre personas que de otra forma difícilmente se entenderían, por tener por ejemplo diferentes lenguas maternas, pero indudablemente y en este caso, ello daría ventaja a los locutores nativos. O por el contrario, podría tratarse de una lengua inventada precisamente para el uso indicado, como por ejemplo el esperanto, en cuyo caso todos los locutores tendrían la lengua internacional como su segunda lengua.
Podría definirse una lengua internacional como una lengua con las siguientes características:
- Un gran número de hablantes distribuidos por varios países
- Una parte importante de sus hablantes son no-nativos que la usan como segunda lengua (lingua franca)
- No está ligada a un grupo étnico o religioso determinado
- Se utiliza para relaciones comerciales, diplomáticas, científicas, etc.

## Chino
Este idioma se divide 2 idiomas diferentes entre Chino Simplificado y Chino Tradicional, se pueden escribir romanizados, El idioma chino se habla en China, Taiwán y Singapur

## Ruso
Es un idioma que se habla en muchos países de Europa y Asia, es idioma oficial en Rusia, Bielorrusia, Kazajistán y Kirguistán. Es muy hablado en los países que conformaban la Unión Soviética. 278 000 000 personas lo hablan.

## Portugués
Una lengua considerada internacional es el portugués, oficial en Portugal, Brasil y los países miembros de la Comunidad de Países de Lengua Portuguesa, Se habla portugués oficialmente también en Timor Leste y Macau, China. Todavía hay millares de hablantes de este idioma en Goa, India. La importancia del idioma portugués se debe a la actividad comercial de Portugal, que ha dejado como secuela el ser lengua oficial de varios países durante el siglo XV y a la actual participación económica de Brasil que ya es la quinta economía más fuerte del mundo. Consecuentemente, el idioma portugués es hablado oficialmente en cinco continentes.

## Francés
Primero impuesto en Francia por los actos oficiales en 1539, a través de la Ordenanza de Villers-Cotterêts firmada por Francisco I de Francia, el francés progresivamente se impuso como lengua diplomática y como lengua internacional, en primer lugar en Europa, y luego a nivel mundial, especialmente bajo el impulso de las conquistas coloniales. 
Fuera del espacio francófono, su estatuto supranacional actualmente es cada vez más reducido, en favor del avance del inglés, tras el final de la Segunda Guerra Mundial.

## Español
El Idioma español está ampliamente presente en América Latina, pero también en España, donde se originó en la desaparecida Corona de Castilla, y en otras zonas del mundo como Guinea Ecuatorial o el Sáhara Occidental. Actualmente, cobró de nuevo importancia en el mundo económico y diplomático con la aparición de economías emergentes y abastecedoras de materias primas en Latinoamérica, así como por la creciente y rápida implantación en Estados Unidos a raíz del aumento de movimientos migratorios procedentes de países hispanohablantes del continente americano.

## Árabe
El árabe es considerado como lengua internacional por su influencia en Asia Occidental y África Septentrional, donde suplantó a otras lenguas, además de por su función religiosa.

## Inglés
Las conquistas coloniales del Reino Unido, sumada luego la creación de la Commonwealth, y sumado más tarde el ascenso de Estados Unidos como primera potencia mundial, hicieron del inglés una indiscutida lengua internacional. Durante el siglo XX, la lengua inglesa progresivamente se impuso como lengua internacional dominante, estatus que conserva en este inicio del siglo XXI, aunque comienza a ser desplazado por idiomas en crecimiento de hablantes, como el español o el francés.

## Esperanto

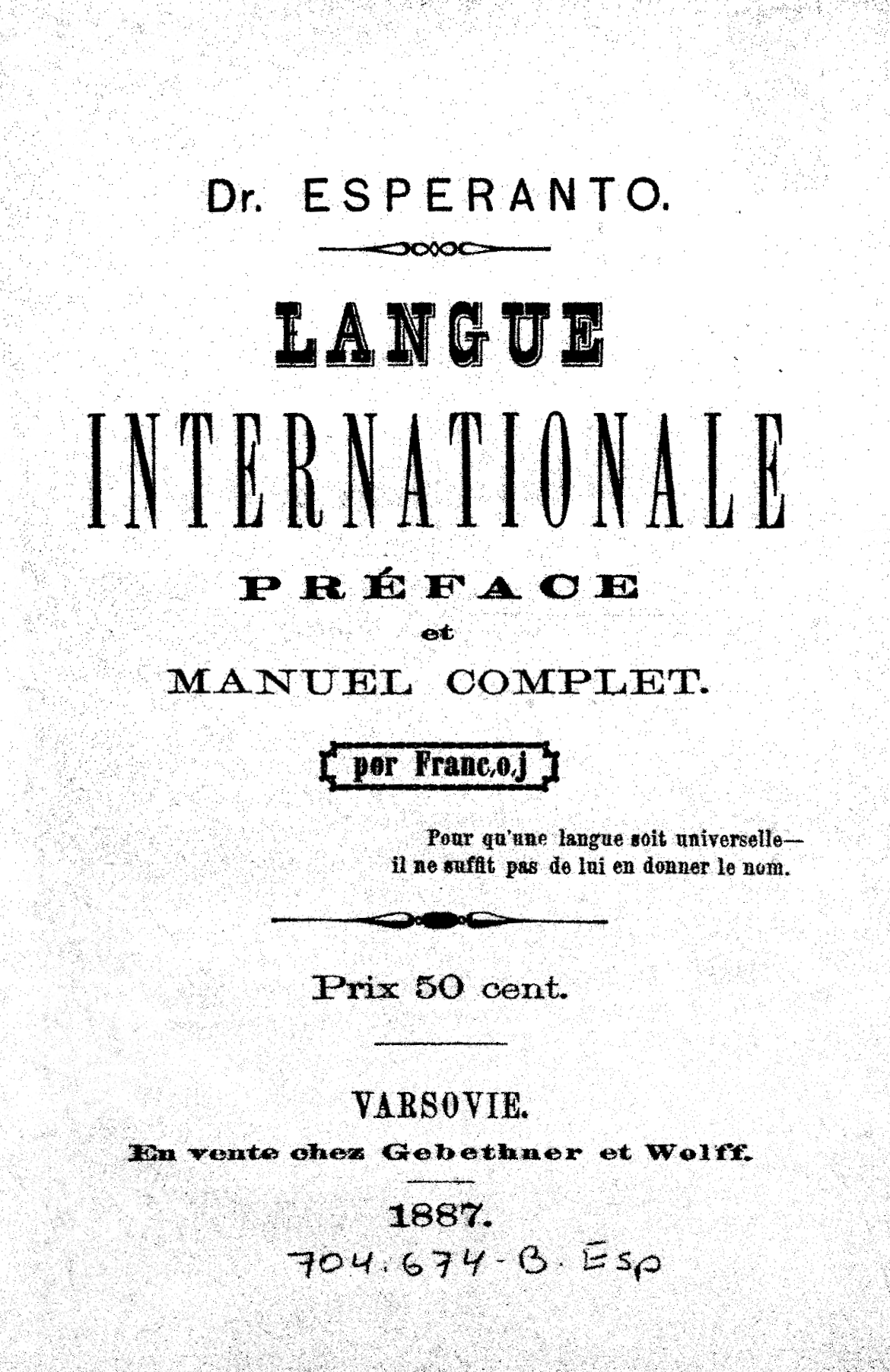
Primer manual de esperanto (Ludwik Lejzer Zamenhof, 1887, edición francesa)

Es una Lengua construida que apareció a fines del siglo XIX con el nombre de Lingvo Internacia (Lengua internacional), el esperanto fue creado con la finalidad de hacer más simple y equitativa la comunicación internacional. A pesar de sus ventajas inherentes, el esperanto todavía no desempeña un rol importante en el comercio internacional pues cuenta con un número de hablantes que no supera los tres millones.
Fue bajo el nombre de Langue Internationale, que apareció en 1887, el primer libro de texto en Esperanto, publicado por su creador Ludwik Zamenhof Lejzer bajo el seudónimo de Dr. Esperanto.

## Otras lenguas
Además de las lenguas anteriormente mencionadas, otras lenguas cumplen las características de una Lengua internacional. 
Por ejemplo, el alemán, que es la lengua oficial de seis países (Alemania, Austria, Suiza, Liechtenstein, Luxemburgo y Bélgica; además lengua nacional en Namibia y regional de Tirol del Sur). También es una lengua de trabajo de la Unión Europea junto con el francés y el inglés. 
El suajili, lengua vehicular bantú, que se habla en varios países del este de África.